# Landtagswahlkreis Bruck an der Leitha
Der Wahlkreis Bruck an der Leitha (Wahlkreis 3) ist ein Wahlkreis in Niederösterreich, der den politischen Bezirk Bruck an der Leitha umfasst. Bei der Landtagswahl 2013 ging die Österreichische Volkspartei (ÖVP) mit 50,15 % als stärkste Partei hervor, wobei keine Partei das zu vergebende Grundmandat erzielte.

## Geschichte
Niederösterreich war bis 1992 in vier Wahlkreise unterteilt, wobei der Bezirk Baden zum Landtagswahlkreis Viertel unter dem Wienerwald gehörte. Mit der Landtagswahlordnung 1992 wurde die Zahl der Wahlkreise auf 21 erhöht und der Bezirk Bruck an der Leitha zu einem eigenen Wahlkreis erhoben.
Seit der Schaffung des Wahlkreises erreichte die Österreichische Volkspartei (ÖVP) mit einer Ausnahme bei jeder Landtagswahl im Wahlkreis Bruck an der Leitha die relative Mehrheit, 2008 und 2013 erzielte die ÖVP sogar die absolute Mehrheit. Ihr bisher bestes Ergebnis schaffte die ÖVP bei der Landtagswahl 2008 mit 51,2 %. Bei der letzten Landtagswahl im Jahr 2013 erreichte die ÖVP mit 50,2 % erneut knapp die absolute Mehrheit. Dennoch gelang es der ÖVP auf Grund der niedrigen Grundmandatszahl im Wahlkreis nie, ein Grundmandat in Bruck an der Leitha zu erzielen.
Die Sozialdemokratische Partei Niederösterreich (SPÖ) belegte bei der Landtagswahl 1993 mit 40,2 % noch den ersten Platz. Seitdem wurde die SPÖ jedoch bei jeder Wahl hinter der ÖVP nur noch zweitstärkste Partei. Nachdem sie 2003 mit 39,7 % fast an ihren Bestwert vom Jahr 1993 herangekommen war, rutschte die SPÖ 2008 und 2013 mit Verlusten von 9 % bzw. 7 % auf nur noch 23,7 % ab. Dennoch lag die SPÖ damit 2013 leicht über dem niederösterreichischen Landesergebnis.
Die Freiheitliche Partei Österreichs (FPÖ) konnten im Wahlkreis Bruck an der Leitha bisher bei drei der fünf Wahlen den dritten Platz belegen, wobei sie 1998 mit 17,8 % ihr bestes Ergebnis erreichte. In der Folge stürzte sie aber im Zuge der Affäre um Peter Rosenstingl auf 4,8 % ab und landete damit hinter den Grünen auf Rang vier. Nachdem die FPÖ 2008 wieder auf 10,7 % zulegen konnte, fiel sie 2013 mit 8,1 % wieder auf Platz vier zurück.
Die Grünen – Die Grüne Alternative konnten sich zwischen 1993 und 2013 nahezu sukzessive von 2,6 auf 5,7 % steigern, wobei sie 2003 auf Grund der Schwäche der FPÖ kurzfristig den 3. Platz belegen konnten. 2013 fielen die Grünen jedoch durch das Antreten des Team Stronach (FRANK bzw. TS) auf den fünften Platz zurück. Das Team Stronach konnte hingegen bei seinem ersten Antreten auf Anhieb 10,9 % erreichen und stieß dadurch auf den dritten Platz der kandidierenden Parteien vor.

## Wahlergebnisse
| Wahltermin      | GM |                    | ÖVP   | SPÖ   | FPÖ   | GRÜNE | Sonstige |
| 16. Mai 1993    |    | Stimmenanteile (%) | 39,51 | 40,20 | 11,54 | 2,57  | 6,19     |
| 16. Mai 1993    | 1  | Grundmandate       | 0     | 0     | 0     | 0     | 0        |
| 22. März 1998   |    | Stimmenanteile (%) | 39,35 | 35,57 | 17,76 | 3,22  | 4,10     |
| 22. März 1998   | 1  | Grundmandate       | 0     | 0     | 0     | 0     | 0        |
| 30. März 2003   |    | Stimmenanteile (%) | 48,41 | 39,73 | 4,84  | 5,85  | 1,16     |
| 30. März 2003   | 1  | Grundmandate       | 0     | 0     | 0     | 0     | 0        |
| 9. März 2008    |    | Stimmenanteile (%) | 51,23 | 30,73 | 10,66 | 5,66  | 1,72     |
| 9. März 2008    | 1  | Grundmandate       | 0     | 0     | 0     | 0     | 0        |
| 3. März 2013    |    | Stimmenanteile (%) | 50,15 | 23,71 | 8,14  | 5,66  | 12,36    |
| 3. März 2013    | 1  | Grundmandate       | 0     | 0     | 0     | 0     | 0        |
| 28. Jänner 2018 |    | Stimmenanteile (%) | 41,74 | 30,26 | 17,02 | 6,31  | 4,66     |
| 28. Jänner 2018 | 3  | Grundmandate       | 1     | 1     | 0     | 0     | 0        |
| 29. Jänner 2023 |    | Stimmenanteile (%) | 36,81 | 26,36 | 23,15 | 6,70  | 6,98     |
| 29. Jänner 2023 | 3  | Grundmandate       | 1     | 0     | 0     | 0     | 0        |